# Shonen Jump+
Shonen Jump+ (яп. 少年ジャンプ+ Сё:нэн дзямпу пурасу) — японский интернет-журнал манги, основанный издательством Shueisha и являющийся ответвлением линейки журналов Jump. Журнал был основан 22 сентября 2014 года и доступен через бесплатное мобильное приложение и веб-сайт. Несмотря на название, в Shonen Jump+ публикуется не только серии сёнэн-манги, целевой аудиторией которой являются мальчики и юноши, но также публикуются серии, ориентированные на женщин и взрослых. В журнале публикуется оригинальная манга, а также манга из других журналов Shueisha и размещаются цифровые издания журнала Weekly Shonen Jump. Известные серии манги, опубликованные в Shonen Jump+, включают «Огненный удар», World’s End Harem, Astra Lost in Space, Hell’s Paradise: Jigokuraku, «Семья шпиона», «Кайдзю № 8», Dandadan и 2.5 Dimensional Seduction.
За пределами Японии Shueisha публикует оригинальную мангу посредством интернет-сервиса Manga Plus.

## История

### До начала работы
Журнал Weekly Shonen Jump издательства Shueisha в 1990-х годах достиг пикового еженедельного тиража в 6,53 миллиона копий, но с тех пор его читательская аудитория неуклонно снижалась в результате более широкого упадка индустрии печатных медиа. В качестве ответных мер Shueisha обратилась к цифровой дистрибуции, пытаясь охватить более широкую аудиторию читателей.
Бесплатное цифровое издание Weekly Shonen Jump было выпущено в результате японского землетрясения и цунами в 2011 году, после того как катастрофа затронула линии доставки и дистрибуции. Выпуск цифрового журнала в это время был затруднён из-за того, что рабочие процессы отличались от выпуска печатной версии. В 2012 году Shueisha запустила книжный интернет-магазин Jump Book Store, который имел небольшой коммерческий успех и стал источником вдохновения для Shonen Jump+.
В 2013 году Shueisha запустила интернет-сервис манги Jump LIVE. Хотя приложение за три недели было загружено более 1 миллиона раз, редакционный отдел обнаружил, что оно содержит слишком много контента, и что трудно отличить бесплатный контент от платного. В конечном итоге Shueisha закрыла сервис. Тем не менее опыт запуска интернет-сервиса в дальнейшем помог издательству с Shonen Jump+.

### После начала работы
Shonen Jump+ был основан 22 сентября 2014 года и включал более 30 наименований манги; некоторые из них были перенесены из Jump LIVE, в том числе ēlDLIVE и Nekoda-biyori. Цифровую версию журнала Weekly Shonen Jump можно было приобрести в Shonen Jump+ по цене 300 иен за один выпуск или 900 иен в виде ежемесячной подписки.
По сравнению с Weekly Shonen Jump, манга, опубликованная в Shonen Jump+, подпадает под более слабые редакционные ограничения в отношении откровенного содержания. По словам Сюхэя Хосоно, главного редактора Shonen Jump+, количество еженедельных активных пользователей увеличилось с 1,1 миллиона до 1,3 миллиона в период с апреля по май 2016 года; Хосоно отметил, что рост пользователей был вызван выпуском «Огненный удар» и World’s End Harem, содержавшие изображения секса и насилия, не разрешённые в Weekly Shonen Jump. Начиная с 2017 года в журнале Weekly Shonen Jump выпускаются работы мангак, ранее публиковавших свои работы в Shonen Jump+, среди которых We Never Learn Таиси Цуцуи, «Человек-бензопила» Тацуки Фудзимото и Mitama Security Цуруна Хатомунэ.
2019 год стал для журнала прорывным. Новая манга «Семья шпиона» привлекла к использованию приложения множество пользователей, в том числе женщин. После начала публикации манги доля пользователей-женщин увеличилась на 5 %, тогда как 60-65 % составляли мужчины. Astra Lost in Space получила аниме-адаптацию, а Eren the Southpaw — адаптацию в формате дорамы; обе являются оригинальными мангами Shonen Jump+. Помимо этого, оригинальные манги журнала стали получать престижные премии, в частности, Astra Lost in Space выиграла 12-ю премию Манга тайсё, став первым веб-комиксом, получившим её.
Интернет-сервис Manga Plus, международная версия Shonen Jump+, был запущен 28 января 2019 года. Международное издание Shonen Jump+ было впервые предложено в 2017 году как средство обращения к неяпонской аудитории; приложение первоначально было доступно на английском и испанском языках. Также в 2019 году Shueisha выпустила Marvel × Shonen Jump+ Super Collaboration, совместную серию с Marvel Comics, состоящую из семи ваншотов, написанных различными мангаками Weekly Shonen Jump, включая автора манги Yu-Gi-Oh! Кадзуки Такахаси. В декабре 2020 года манга Deadpool: Samurai начала публиковаться в Shonen Jump+ после выпуска ваншота в октябре 2019 года.
В 2020 году в связи с пандемией COVID-19 некоторые манги Shonen Jump+ публиковались по изменённому графику. Веб-сайт Jump Digital Labo был запущен редакционным отделом Shonen Jump+ в июле 2020 года для сбора предложений по цифровому развитию. Манга «Кайдзю № 8», публикующаяся в интернет-журнале с июля 2020 года, набрала 30 миллионов просмотров страниц в октябре 2020 года, став самой часто просматриваемой мангой Shonen Jump+.
14 декабря 2020 года было объявлено, что вторая часть манги «Человек-бензопила», ранее выходившая в Weekly Shonen Jump, будет публиковаться в Shonen Jump+.

## Результативность
По состоянию на май 2019 года в Shonen Jump+ выпущено более 60 наименований манги. Приложение было загружено 10 миллионов раз и вместе с веб-сайтом его еженедельно используют 2,5 миллиона активных пользователей. Выручка от продаж в Shonen Jump+ составила более 12 миллиардов иен.
Hell’s Paradise: Jigokuraku в 2018 году являлась самой популярной серией манги в журнале. С 2019 года самой популярной в Shonen Jump+ мангой является «Семья шпиона». Данная манга была отмечена тем, что привлекает читателей, в том числе женщин, к использованию приложения и по состоянию на май 2020 года посредством журнала была продана тиражом более 3 миллионов копий; по словам Хосоно, рост продаж сопоставим с Ansatsu Kyoushitsu, публиковавшийся в Weekly Shonen Jump.

## Противоречия
World’s End Harem и Saotome Shimai wa Manga no Tame nara!? из-за откровенного содержания недоступны через приложение для iOS, но доступны на веб-сайте и в приложении для Android.